# 高根谷川
高根谷川（こうねだにがわ）は、徳島県名西郡神山町を流れる吉野川水系の河川である。

## 地理
名西郡神山町に位置する高根山の水源から神山町内を経て吉野川の主要河川である鮎喰川に合流する。
高根谷川水域には日本の滝百選等に選定されている雨乞の滝（落差約45m）がかかる。また流域には阿波邪馬壹国説の中心地である悲願寺がある。

## 名所
- 雨乞の滝
- 悲願寺

## 流域の自治体
徳島県
名西郡神山町